# Nécropole du Clos au Duc
La nécropole du Clos au Duc est une nécropole gallo-romaine située dans le quartier éponyme d'Évreux.

## Localisation
Elle se situe à la lisière de l'ancienne ville gallo-romaine Mediolanum Aulercorum, actuellement Évreux, sur les rives de l'Iton. Elle est située à flanc de coteau, dans la partie méridionale de la ville, les coteaux étant composés de craie et de matière calcaire.

## Données archéologiques

### Haut-Empire
Il s'agit d'une nécropole du Ier siècle de l'époque de la dynastie romaine julio-claudienne (-27 à 78) ; cette dynastie à régné de l'empereur Auguste à l'empereur Néron. Elle situe près de l'actuelle cimetière Saint-Louis entre le haut de la rue Saint Louis et la gare SNCF Évreux-Normandie. Outre cette généralité caractéristique des villes gallo-romaines d'ensevelir les morts à l'extérieur de la ville par souci d'hygiène, elle a permis de mettre en évidence en 2003, lors de travaux d'excavation, l'évolution des pratiques funéraires d'Évreux à l'époque gallo-romaine. Il existe une prédominance des ossements d'animaux, généralement des chevaux, près d'ossements humains à l'époque ante chrétienne, c'est-à-dire avant son évangélisation par Saint Taurin au IVe siècle.

### Antiquité tardive
Les pratiques nouvelles, selon les fouilles de 2007 organisées par l'INRAP et son service d'archéologie préventive, est la mise en évidence d'inhumation d'enfants infirmes et mort-nés ce qui témoigne d'une christianisation au IVe siècle, constituant sa spécifique en tant que nécropole gallo-romaine. Avant la christianisation à l'époque de l'antiquité tardive le mode d'ensevelissement n'était pas l'entérinement mais la crémation, ce changement de rite caractéristique du changement de religion avec la christianisation à l'époque de saint taurin puisque le christianisme déconseille de la crémation qui gène selon ses croyance de salue des âmes vers le paradis.

## Approche en termes d'économie morale
Le terme d'économie morale désigne le rapport qu'entretiennent les populations à l'argent, la hiérarchie sociale liée au rite funéraire est très importante et il est le reflet de stratification sociale. Les tombes situées dans la nécropole gallo-romaine semblent montrer qu'hommes civils et chevaux étaient enterrés côte-à-côte, puisque dans l'antiquité romaine le cheval était un animale utile, rare et cher.